# Macrosiphum weberi
Macrosiphum weberi är en insektsart som beskrevs av Carl Julius Bernhard Börner 1933. Macrosiphum weberi ingår i släktet Macrosiphum och familjen långrörsbladlöss. Enligt den finländska rödlistan är arten sårbar i Finland. Arten är reproducerande i Sverige. Artens livsmiljö är torra gräsmarker. Inga underarter finns listade i Catalogue of Life.